# Jeantes
Jeantes és un municipi francès situat al departament de l'Aisne i a la regió dels Alts de França. L'any 2007 tenia 214 habitants.

## Demografia

### Població
El 2007 la població de fet de Jeantes era de 214 persones. Hi havia 92 famílies de les quals 36 eren unipersonals (20 homes vivint sols i 16 dones vivint soles), 20 parelles sense fills, 24 parelles amb fills i 12 famílies monoparentals amb fills.
La població ha evolucionat segons el següent gràfic:
Habitants censats

### Habitatges
El 2007 hi havia 140 habitatges, 101 eren l'habitatge principal de la família, 24 eren segones residències i 14 estaven desocupats. 139 eren cases i 1 era un apartament. Dels 101 habitatges principals, 86 estaven ocupats pels seus propietaris, 12 estaven llogats i ocupats pels llogaters i 3 estaven cedits a títol gratuït; 1 tenia una cambra, 3 en tenien dues, 18 en tenien tres, 35 en tenien quatre i 45 en tenien cinc o més. 52 habitatges disposaven pel capbaix d'una plaça de pàrquing. A 51 habitatges hi havia un automòbil i a 32 n'hi havia dos o més.

### Piràmide de població
La piràmide de població per edats i sexe el 2009 era:
| Homes | Edats   | Dones |
| ----- | ------- | ----- |
| 0     | 95 o +  | 0     |
| 0     | 90 a 94 | 4     |
| 0     | 85 a 89 | 0     |
| 4     | 80 a 84 | 0     |
| 12    | 75 a 79 | 16    |
| 4     | 70 a 74 | 16    |
| 0     | 65 a 69 | 4     |
| 0     | 60 a 64 | 8     |
| 12    | 55 a 59 | 4     |
| 4     | 50 a 54 | 0     |
| 4     | 45 a 49 | 0     |
| 12    | 40 a 44 | 12    |
| 12    | 35 a 39 | 8     |
| 8     | 30 a 34 | 0     |
| 8     | 25 a 29 | 4     |
| 12    | 20 a 24 | 0     |
| 8     | 15 a 19 | 12    |
| 12    | 10 a 14 | 4     |
| 0     | 5 a 9   | 0     |
| 0     | 0 a 4   | 0     |

## Economia
El 2007 la població en edat de treballar era de 139 persones, 96 eren actives i 43 eren inactives. De les 96 persones actives 81 estaven ocupades (45 homes i 36 dones) i 15 estaven aturades (11 homes i 4 dones). De les 43 persones inactives 19 estaven jubilades, 14 estaven estudiant i 10 estaven classificades com a «altres inactius».

### Ingressos
El 2009 a Jeantes hi havia 86 unitats fiscals que integraven 205 persones, la mediana anual d'ingressos fiscals per persona era de 13.702 €.

### Activitats econòmiques
Dels 2 establiments que hi havia el 2007, 1 era d'una empresa de construcció i 1 d'una empresa de comerç i reparació d'automòbils.
Dels 2 establiments de servei als particulars que hi havia el 2009, 1 era un taller de reparació d'automòbils i de material agrícola i 1 paleta.
L'any 2000 a Jeantes hi havia 32 explotacions agrícoles que ocupaven un total de 1.408 hectàrees.

## Poblacions més properes
El següent diagrama mostra les poblacions més properes.